# 西藏木莲
西藏木莲（学名：Manglietia microtricha）为木兰科木莲属下的一个种。

## 扩展阅读
- 維基物種上的相關：西藏木莲